# 1206

## Události
- 27. července – bitva u Wassenbergu
- náčelník Temüdžin jmenován Čingischánem – velkým (univerzálním) vladařem všech Mongolů.
- durynský lankrabě Hermann pořádá na svém hradě Wartburg jakousi pěveckou soutěž – minnesäng

## Narození
- 7. dubna – Ota II. Bavorský, bavorský vévoda a rýnský falckrabě z dynastie Wittelsbachů († 29. listopadu 1253)
- ? – Béla IV., uherský král z dynastie Arpádovců († 3. květen 1270)
- ? – Marie Laskarina, uherská královna († 1270)
- ? – Nikola Pisano, italský sochař a architekt († 1278)
- ? – Anežka Babenberská, saská vévodkyně z dynastie Babenberků († 29. srpna 1226)

## Úmrtí
- 15. března – Muhammad z Ghóru, arabský generál, guvernér, sultán Ghórské říše (* 1162)
- 14. června – Adéla ze Champagne, francouzská královna jako třetí manželka Ludvíka VII. (* 1140?)
- ? – Al-Džazárí, arabský vědec (* 1136)

## Hlava státu
- České království – Přemysl Otakar I.
- Svatá říše římská – Ota IV. Brunšvický – Filip Švábský
- Papež – Inocenc III.
- Anglické království – Jan Bezzemek
- Francouzské království – Filip II. August
- Polské knížectví – Vladislav III. – Lešek I. Bílý
- Uherské království – Ondřej II.
- Sicilské království – Fridrich I.
- Kastilské království – Alfonso VIII. Kastilský
- Rakouské vévodství – Leopold VI. Babenberský
- Skotské království – Vilém Lev
- Latinské císařství – Jindřich
- Nikájské císařství – Theodoros I. Laskaris